# Premier ministre de Biélorussie
Le Premier ministre de Biélorussie est le chef de gouvernement de la Biélorussie. 
L'actuel titulaire de la fonction est Alexandre Tourtchine depuis le 10 mars 2025.

## Nomination
Le Premier ministre est nommé par le président de la République avec le consentement de la Chambre des représentants (qui doit avoir lieu dans les deux semaines suivant la soumission d'un candidat). Si la Chambre rejette par deux fois un candidat, le président doit nommer un Premier ministre intérimaire et dissoudre la Chambre afin de convoquer de nouvelles élections.

## Sources

## Compléments